# More Than Ever
More Than Ever è il nono album in studio del gruppo musicale canadese-statunitense Blood, Sweat & Tears, pubblicato nel 1976.

## Tracce
1. They (David Clayton-Thomas, William Daniel Smith) - 6:26
2. I Love You More Than Ever (Allan Langdon, Douglas Lenier) - 5:27
3. Katy Bell (Stephen C. Foster, Bob James) - 4:27
4. Sweet Sadie the Savior (Patti Austin) - 4:22
5. Hollywood (David Clayton-Thomas, William Daniel Smith) - 3:34
6. You're the One (David Clayton-Thomas, William Daniel Smith) - 4:54
7. Heavy Blue (Larry Willis) - 5:23
8. Saved By the Grace Of Your Love (William Daniel Smith, David Palmer) - 4:18